# Capparis siamensis
Capparis siamensis är en kaprisväxtart som beskrevs av Wilhelm Sulpiz Kurz. Capparis siamensis ingår i släktet Capparis och familjen kaprisväxter. Inga underarter finns listade i Catalogue of Life.